# Узи (Новгородская область)
У́зи — деревня в Окуловском муниципальном районе Новгородской области, относится к Боровёнковскому сельскому поселению.
Деревня расположена на западном берегу озера Торбино, в 31 км к северо-западу от Окуловки (70 км по автомобильной дороге), до административного центра сельского поселения — посёлка Боровёнка 18 км (23 км по автомобильной дороге).
До 2005 года относилась к Торбинскому сельсовету.
| 2010 |
| ---- |
| 10   |

## Транспорт
Ближайшая железнодорожная станция расположена в 3 км в посёлке Торбино.